# 弦代公園
弦代公園（つるしろこうえん）は、埼玉県久喜市桜田五丁目にある都市公園（近隣公園）である。

## 概要
1982年（昭和57年）の東鷲宮ニュータウン開発に伴って設置された調整池を取り囲むようして作られた公園で、1985年（昭和60年）3月30日に当時の鷲宮町により開設された。同様の経緯で開園した沼井公園（桜田三丁目）とともに、2010年（平成22年）3月23日の合併後は久喜市が運営している。
面積は8.22 haで、公園の4分の3を占める調整池の周囲には1周約1,200メートルの遊歩道・サイクリングコースが整備されているほか、魚釣り用の桟橋が3カ所設置されている。
公園北側を流れる大中落悪水路とは暗渠にて接続しており、水路側に水門が設けられている。 また、この調節池の水は鷲宮産業団地の工業用水に利用されている。水門も数カ所に設けられており、排水機場も設置されている。

## 施設
- 児童遊具
  - ロープウェー
  - 丸太平均台
  - 平行棒
  - ロッククライミング
- あずまや
- トイレ
- 水道
- 魚釣り場
- 遊歩道・サイクリングコース

## 所在地
- 〒340-0203 埼玉県久喜市桜田五丁目

### 交通
- 東日本旅客鉄道（JR東日本）宇都宮線（東北本線）東鷲宮駅東口より徒歩約15分。

## 周辺
- 沼井公園
- 鷲宮産業団地
- 大中落悪水路